# Fuensanta (kommunhuvudort)
Fuensanta är en kommunhuvudort i Spanien.   Den ligger i provinsen Provincia de Albacete och regionen Kastilien-La Mancha, i den centrala delen av landet, 190 km sydost om huvudstaden Madrid. Fuensanta ligger 717 meter över havet och antalet invånare är 319.
Terrängen runt Fuensanta är platt. Runt Fuensanta är det ganska glesbefolkat, med 24 invånare per kvadratkilometer. Närmaste större samhälle är La Roda, 8,3 km väster om Fuensanta. Trakten runt Fuensanta består till största delen av jordbruksmark.